# Shiga-hondōri (metropolitana di Nagoya)
Shiga-hondōri (志賀本通駅?, Shiga-hondōri-eki) è una stazione della metropolitana di Nagoya situata nel quartiere di Kita-ku, nel centro di Nagoya ed è servita dalla linea Meijō.

## Linee
Metropolitana di Nagoya
 Linea Meijō

## Struttura
La stazione, sotterranea, è servita dalla linea Meijō e possiede due marciapiedi laterali con due binari passanti al centro.
| 1 | Linea Meijō | per Sakae, Kanayama, Aratama-bashi e Nagoyakō |
| 2 | Linea Meijō | per Ōzone e Motoyama                          |

## Stazioni adiacenti
| «           | Servizio    | »           |
| Linea Meijō | Linea Meijō | Linea Meijō |
| ----------- | ----------- | ----------- |
| Kurokawa    | -           | Heian-dōri  |